# Olena Kysilevska
Olena Kysilevska (en ukrainien : Олена Львівна Кисілевськаa), née à Monastyryska le 24 mars 1869 et décédée à Ottawa le 29 mars 1956, est une sénatrice du parti Alliance démocratique nationale ukrainienne au Sénat de Pologne.

## Biographie
Olena Kysilevska est née le 24 mars 1869 à Monastiiska, dans le royaume de Galicie et Lodomérie de l'Empire austro-hongrois et décède le 29 mars 1956 à Ottawa, Ontario au Canada.
Elle est née dans la famille d'un prêtre de l'Église gréco-catholique ukrainienne de Lev Simenovich. Elle passe son enfance dans le village de Filvarky (actuellement Pidhorodne), aujourd'hui réuni à la ville de Monastyryska. Après la mort de son père en 1884, elle intègre l'école Vidilov de Stanislaviv (actuellement Ivano-Frankivsk). Elle participe activement au mouvement féministe de Galicie, en rejoignant la Tovarystvo Ruskij Zhinok (Association de femmes ukrainiennes), qui a été fondée en 1884 par Natalia Kobrynska.
Olena Kysilevska commence à publier des récits courts et des articles sur l'éducation et les droits des femmes dans des almanachs et revues en 1910. À partir de 1912, elle dirige une page féminine dans le journal Dis-le. Pendant la Première Guerre mondiale, elle est membre du comité d'aide aux prisonniers de guerre et Mouvement international de la Croix-Rouge à Vienne. Après la guerre, elle est membre du comité d'organisation de l'Union des femmes ukrainiennes à Lviv.
Pendant plusieurs années (1925-1939), elle publie et édite la revue semestrielle Zhinocha dolia à Kolomyia. Elle voyage beaucoup en Europe occidentale et en Amérique du Nord (1924), participant au mouvement féministe international et à l'organisations des femmes ukrainiennes. Plusieurs de ces voyages ont été décrits dans ses récits de voyage, Lettres depuis la côte du mer Noire (1939) et Autour de mon terroir natal (1951).

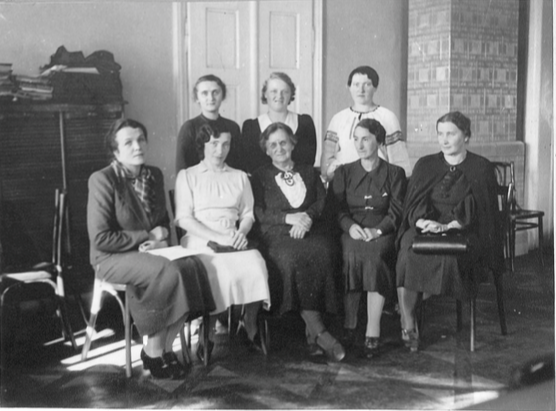
. De gauche à droite : Oksana Duchiminska, Jaritia Kononenko, Maria [...]. Assises devant, de gauche à droite : Irena Pavlikovska, Olena Shtogrin (de l'Amérique), Olena Kiselivska, Irena Dombchevska et Olena Stepaniv-Dashkevich.

Olena Kysilevska a été une membre active de l'Alliance nationale démocratique ukrainienne et a été élue durant deux législatures au Sénat polonais (1928-1935). Elle y dénonce la violation des droits des Ukrainiens, notamment l'exclusion de la langue ukrainienne des écoles. Elle plaide pour la nécessité de financer les écoles ukrainiennes avec des fonds de l'État. Elle demande la création d'écoles professionnelles pour les jeunes Ukrainiens.
À partir de 1935, elle dirige la section féminine de la société Silskyi Hospodar à Lviv,,. Silskyi Hospodar a été fondée en 1899 et était l'organisation agricole la plus importante de Galicie. On compte parmi ses membres Irina Pavlikovska, Jarita Kononenko et Irena Dombchevska.
À la suite de la Seconde Guerre mondiale, Olena Kysilevska se réfugie au nord de l'Europe puis émigre au Canada en 1948 pour retrouver son fils Vladímir Kaye-Kysilevsky, historien, journaliste et éditeur. Elle est élue première présidente de la Fédération mondiale de l'Organisation des femmes ukrainiennes, fonction qu'elle occupe jusqu'à sa mort. L'organisation a pour but de relier entre elles les organisations de femmes de toute la diaspora ukrainienne. La liste de 1948 comprenait la UNWLA, la Croix d'Or Ukrainienne, l'Organisation Olga Basarab des femmes ukrainiennes du Canada, la Ligue des femmes catholiques ukrainiennes du Canada, l'Association des femmes ukrainiennes d'Allemagne, l'Organisation des femmes ukrainiennes de Grande-Bretagne, l'Union des femmes ukrainiennes de Belgique, la Soiuz Ukrainok de France, l'Organisation des femmes du Brésil, la Soiuz Ukrainok d'Argentine, l'Union des femmes ukrainiennes du Venezuela et la Soiuz Ukrainok.
Olena Kysilevska meurt le 29 mars 1956 à Ottawa (Ontario), au Canada.

## Archives
- Les archives personnelles d'Olena Kysilevska (oeuvres d'art, articles et mémoires) sont conservées à la Bibliothèque et Archives du Canada d'Ottawa et au sein de The Olena Kysilevska Collection (1985), publiée par l'Institut Canadien d'Études Ukrainiennes[2],[4]
- Son oeuvre se retrouve aussi au sein du Ukrainian Research Institute d'Harvard, dans les archives HOLLIS 009497096. La correspondance qui s'y trouve « fait la lumière sur les activités éditoriales de Olena Kysilevska, présidente de la Fédération mondiale d'organisations des femmes ukrainiennes (1948-1956) »[7].